# 오너 블랙먼
오너 블랙먼(Honor Blackman, 1925년 8월 22일 ~ 2020년 4월 5일)은 잉글랜드의 배우이다. 007 시리즈 출연으로 유명하다. 

## 출연 작품
- 카크니즈 vs 좀비스 (2012)
- 아이,애나 (2012)
- 리유나이팅 더 루빈스 (2010)
- 호텔 칼레도니아 (2010)
- 컬러 미 큐브릭 (2005)
- 본드 걸, 그 영원한 매력 (2002, Bond Girls Are Forever) - 본인 (다큐멘터리)
- 잭과 콩나무(영어판) (2001)
- 브리짓 존스의 일기 (2001)
- 탈로스 (1998)
- 레이스 (1984)
- 비밀결사(영어판) (1983)
- 고양이와 카니리아 (1979)
- 황금의 꿈 (1971)
- 뉴욕에서의 로라 (1970)
- 샬라코 (1968)
- 007 골드핑거 (1964)
- 타이타닉호의 비극 (1958)
- 더 레인보우 재킷 (1954)
- 소 롱 앳 더 페어 (1950)
- 4중주 (1949)
- 페임 이즈 더 스퍼 (1947)

### 텔레비전
- 어벤저 - TV 시리즈 (1961)
- 코로네이션 스트리트 (1960)